# سیلس، اسپانیا
سیلس، اسپانیا (به اسپانیایی: Sils, Girona) یک شهرستان در اسپانیا است که در خرنا واقع شده‌است.

## خصوصیات
سیلس ۲۹٫۹ کیلومترمربع مساحت و ۴٬۳۴۷ نفر جمعیت دارد و ۷۶ متر بالاتر از سطح دریا واقع شده‌است.